# Krzysztof Grela
Krzysztof Grela, ps. „Koben” (ur. 28 lutego 1961, zm. 20 stycznia 1992) – polski perkusista, członek grupy Siekiera.

## Kariera
Do zespołu dołączył na początku 1984 zastępując Ireneusza „Borysa” Czerniaka. Z punkrockowym wcieleniem Siekiery zagrał wszystkie 6 koncertów, które rozsławiły grupę na cały kraj (m.in. występ w Jarocinie). Późnym latem wziął udział w nagraniach, które Siekiera dokonała w sali widowiskowej puławskiego „Domu Chemika”. Zespół zarejestrował wtedy szesnaście utworów na magnetofonie szpulowym w celach prezentacyjnych – nagrany materiał był później wydawany bez zgody członków zespołu na kasetach magnetofonowych jako Demo Summer ’84 (oficjalnie wydano go jako część albumu Na wszystkich frontach świata). Po reorganizacji zespołu pod koniec 1984 (m.in. odejście Tomasza Budzyńskiego oraz zmiana stylu i repertuaru) Grela został zastąpiony przez Zbigniewa Musińskiego.
Jako jedyny z członków z grupy Siekiera odbył służbę wojskową w LWP.
Przezwisko „Koben” zawdzięcza perkusiście The Mahavishnu Orchestra Billy’emu Cobhamowi.

## Śmierć
20 stycznia 1992 został omyłkowo zamordowany w puławskiej knajpie „Pod dębami” przez członków rosyjskiej mafii.

## Dyskografia
- Fala (1985)
- Na wszystkich frontach świata (2008)
- 1984 (2008)